# 米山公啓
米山 公啓（よねやま きみひろ、1952年5月10日 -）は、日本の推理小説家、医師、タレントである。
医学博士（聖マリアンナ医科大学）で、医学の専門は神経内科。日本推理作家協会会員。日本老年学会評議員、日本脳卒中学会評議員、日本臨床生理学会評議委員。日本ブレインヘルス協会理事。日本サプリメント評議会理事。

## 人物
山梨県甲府市の名古屋帝国大学出の医師である父の家に生まれる。日清紡績美合工場の診療所に勤務する父に伴い、愛知県岡崎市に転居。岡崎市立連尺小学校、愛知教育大学附属岡崎中学校を経て、父が東京で開業のため東京都福生市にある病院に移るのに伴って、福生市に転居し、1968年福生市立福生第二中学校卒。1971年（昭和46年）、東京都立立川高等学校卒業。一年間の浪人を経て、1972年（昭和47年）、聖マリアンナ医科大学医学部医学科に2期生として入学、1977年（昭和52年）卒業、同大学大学院進学。1984年（昭和59年）聖マリアンナ医科大学 医学博士。論文の題は「脳梗塞の機能回復：ADLと急性期CT所見」。
1990年（平成2年）聖マリアンナ医科大学第二内科講師、1995年（平成7年）同助教授・健康管理部副部長。1998年（平成10年）2月執筆活動に専念するため聖マリアンナ医科大学を退職。東京都あきる野市の米山医院等で医師としての仕事を続けつつ、作家活動を行う。エッセイ、医学ミステリー、医学実用書など著作は170冊を越える。テレビ・ラジオなどの出演も多い。
当初は医師の日常や裏話、大学病院の暴露話など独自の話題が多かったが、次第に著書を量産するようになり、「男脳と女脳」「恋愛脳」「頭が良くなる法」などの本を出すようになった。近年は特に脳トレーニング系の著書が多い。

## 著書

### 1992年
- 大学病院・医者ものがたり 患者とナースの間で アドア出版, 1992年「ナースステーション午後3時」徳間文庫

### 1993年
- 午後の電話はぼけはじめ ぼけ医療の現状と予防法 アドア出版, 1993年「ぼけを知る」と改題 元の題で徳間文庫

### 1994年
- 聞きのがせない医者語・ナース語 1-2 アドア出版, 1994　のち徳間文庫
- 大学病院・医者ものがたり 続 診療だけが仕事じゃない アドア出版, 1994「午後の外来待合室」と改題、徳間文庫
- 転院してください そのとき家族は? 日本経済新聞社, 1994「さまよえる患者」と改題、集英社文庫
- 医療の大法則（アドア出版）、1994「医者の厄日」と改題、青春文庫

### 1995年
- 治せるぼけ防げるぼけ 法研, 1995
- 医者の個人生活366日、集英社文庫、1995
- 午前3時の医者ものがたり、集英社文庫、1995

### 1996年
- 医者の言葉がよくわかる 病院での上手なコミュニケーションのために 講談社, 1996 （ブルーバックス）
- ロックド・イン症候群 学陽書房, 1996（ドクター勾坂の事件カルテ no.1）のち幻冬舎文庫
- ディメンティア 痴呆 学陽書房, 1996（ドクター勾坂の事件カルテ no.2）
- ハーレクイン症候群 学陽書房, 1996（ドクター勾坂の事件カルテ no.3）
- 医者の半熟卵　集英社文庫, 1996
- 忘れる脳覚える脳 凄い記憶力は「脳内ネットワーク」から生まれる 青春出版社, 1996　のち文庫
- アタマ(神経内科)医者の病院スーパー・ライブ ドクターKのにんげん物語 海竜社, 1996「医者の健診初体験」と改題、集英社文庫

### 1997年
- 医者の上にも3年 集英社文庫, 1997
- 記憶・メモリーズ 徳間書店, 1997　のち文庫
- 未来病院へようこそ 20XX年ここまで治してくれる時代が来る 青春出版社, 1997
- 医者の言葉はウラオモテ 平成スーパー医学辞典 アドア出版, 1997
- 自然治癒力のミステリー 法研, 1997
- 「痛い」ときに読む本 1-2 角川書店, 1997（角川mini文庫）
- エア・ホスピタル 講談社, 1997　のち文庫
- エイリアン・ハンド 学陽書房, 1997（ドクター勾坂の事件カルテ no.4）
- 医者も歩けば 幻冬舎文庫, 1997
- ホワイト・パウダー 探偵薬剤師 幻冬舎, 1997

### 1998年
- 週刊医者自身 集英社文庫, 1998
- ひと目でわかる医者にもらって効く薬、無駄な薬 講談社, 1998
- 頭を抱える人々 神経内科 小学館, 1998「神経内科へ来る人々」と改題、ちくま文庫
- さらば大学病院 医者と作家の間で アドア出版, 1998
- 医者の出張猶予14ヶ月 集英社文庫, 1998
- 介護の鉄則 小学館文庫, 1998
- 大学病院最後の一年 幻冬舎文庫, 1998
- Dr米山のメカ・モノ診療録 医者になるまで物語 学陽文庫, 1998
- 多摩の台病院ものがたり 1-2　廣済堂文庫, 1998　のち双葉文庫

### 1999年
- 勝手に訪問 大学病院の選びかた 1-2 幻冬舎文庫, 1999
- 医者のヒラメキ患者のメーワク 幻冬舎文庫, 1999
- ワン・ワールド 輝く犬が降る夜に… 廣済堂出版, 1999
- 患者さん、これだけはわかってよ 講談社, 1999「いい医者いい病院がよくわかる本」と改題、知的生き方文庫
- 変わろうとしない医者たち 大和書房, 1999「使命を忘れた医者たち」と改題、集英社文庫
- 人間はどうやって死んでいくのか 組み込まれた<死のプログラム>の謎 青春出版社, 1999　のち文庫
- 人間ドック・健康診断がわかる本 角川書店, 1999（角川mini文庫）
- おとなもビックリ!からだで手品46 青春出版社, 1999
- 臓器提供者ドナー 双葉社, 1999　のち文庫
- 大学病院倒産　KSS出版　1999 「大学病院の「本当の話」」と改題、王様文庫

### 2000年
- 病気がクスリになる生き方 Dr.ヨネヤマのおもしろ病気人生学　青春出版社, 2000（プレイブックス）
- 「健康」という病 集英社新書, 2000
- もの忘れを防ぐ28の方法 中経出版, 2000　のち集英社文庫
- 健康病の治し方 徳間文庫, 2000
- 医者がぼけた母親を介護するとき 講談社, 2000　のち集英社文庫
- 沈黙野 講談社, 2000  のち文庫
- お江戸漫遊記 廣済堂文庫, 2000
- そのぼけは治ります。新しい医療によるぼけの治し方・防ぎ方  法研, 2000
- 隠された病歴 双葉社, 2000　「病魔の棲む街」文庫
- ダブル・スパイラル 双葉社, 2000 のち文庫

### 2001年
- 不健康家族の「それは病気だ!」 病院でドッキリしないための健康防衛マニュアル インターメディア出版, 2001
- 幻視 角川ホラー文庫, 2001
- 損する時間得する時間 ドリームクエスト, 2001
- 楽しいもの忘れ怖いもの忘れ 法研, 2001「もの忘れを90%防ぐ法」と改題、知的生き方文庫
- 幻想病院 双葉文庫, 2001
- 大学病院の不健康な医者たち 新潮OH!文庫, 2001
- 医者も治せぬ恋の病（多摩の台病院ものがたり 4）双葉文庫, 2001

### 2002年
- いのちはカネで買え 集英社, 2002「命の値段が決まる時」文庫
- 癒しの診察室 徳間文庫, 2002
- 医者と結婚する方法 主婦と生活社, 2002「「結婚力」をつける本」と改題、双葉文庫
- 学閥支配の医学 集英社新書, 2002
- 誤診 小学館, 2002　のち文庫
- 悪性 マリグナント 双葉社, 2002
- お医者さんに聞きたい130の疑問 三笠書房, 2002（知的生きかた文庫）
- 医者が実践している40歳から頭がよくなるちょっとした方法 青春出版社, 2002 のち文庫

### 2003年
- 医者が教える夫にするなら医者が一番!? 青春出版社, 2003
- 脳が若返る30の方法 科学が示してくれた脳の育て方 中経出版, 2003
- 神の島 医療査察官ドクター貴崎 実業之日本社, 2003
- 「頭がいい」とはどういうことか 青春出版社, 2003（プレイブックスインテリジェンス）
- 好きな人にかならず愛される「恋愛脳」の作り方 宝島社, 2003
- 男が学ぶ「女脳」の医学 ちくま新書 筑摩書房, 2003

### 2004年
- 脳がみるみる元気になる!五感トレーニング 世界一簡単な「脳トレ」 ビジネス社, 2004
- からだが元気になる33の方法 最新医学でさらに10年長生きする カンゼン, 2004
- 医者にno!と言うための55の知識 経済界, 2004
- だれもが心の片隅で思っていること 医学博士が教える『脳で心を考える』幸せへの53のステップ インデックス・コミュニケーションズ, 2004
- 頭の回転をよくする74の方法 「脳力」アップのトレーニング術 大和書房, 2004
- 脳を刺激して若返る57の方法 こんなとき、こうすればうまくいく! PHP研究所, 2004「元気でボケない脳への57のルール」集英社文庫
- 大病院の通信簿 医シュラン 双葉社, 2004
- 脳は本当に歳をとるのか 青春出版社, 2004（プレイブックスインテリジェンス）
- こんなに違う!女の脳と男の脳 バラエティ脳とニュース脳 中経出版, 2004

### 2005年
- ココロが読める恋愛会話術 男と女の脳はこんなにちがう WAVE出版, 2005
- 医学は科学ではない ちくま新書, 2005
- お金持ち脳になる10の習慣 富と幸せを引き寄せる「脳のスイッチ」の入れ方 青春出版社, 2005「人生を変えた10日間」と改題、文庫
- チェイス 消えそうな足跡をたどって Pilar Press, 2005
- 「図解」「頭の回転が速い人」になる秘密のノート PHP研究所, 2005
- 船旅の愉しみクルーズ入門 青春出版社, 2005（青春新書インテリジェンス）
- 相手の気持ちを引きつける頭のいい人の話し方 永岡書店, 2005
- 「稼ぐ」脳 "医学的"に一番正しい脳の使い方 秀和システム, 2005
- こころとからだの12ケ月 集英社, 2005
- 成功する人の頭のなかみ 中経出版, 2005
- 「持たない!」生き方  気楽でシンプルな人生のススメ 大和書房, 2005

### 2006年
- 脳が若返るメモする習慣 誰でもすぐできる27の方法 中経出版, 2006
- 無理せず覚える記憶術 こうすればあなたの記憶力はまだまだ簡単に伸びる! インデックス・コミュニケーションズ, 2006
- 図解1日で「脳」が15歳若返る簡単レッスン40 経済界, 2006
- 人はなぜ薔薇の香りが好きなのか 脳とアロマの素敵な関係 徳間文庫, 2006
- 頭の筋トレ。 たるんだ脳力をビシッとひきしめる方法 PHP研究所, 2006
- 脳年齢が10歳若くなる新しい朝の習慣術  1日たった1分で、脳はどんどんリフレッシュする 青春出版社, 2006
- 手遅れにならない医者選びの常識 法研, 2006
- 大人の1分間脳トレ 中経出版, 2006
- すべてがうまくいく8割行動術 ソフトバンク新書, 2006
- 生き方上手の活脳塾 いまからでも遅くない!! 三松出版事業部, 2006

### 2007年
- とっさの家庭医学基本のき お医者さんいらずの健康常識 世界文化社, 2007
- お医者さんが教える医者いらずの健康法 大和書房, 2007
- 頭のいい人の時間攻略法 ゆとりを生み出す脳の使い方 日本実業出版社, 2007

## 現在の出演番組
- GO!GO! GyaO - 準レギュラー
- 765morning（山梨放送） - 火曜日「ヨネヤマ・コード」レギュラー
- サプリのチカラ
- みんなの脳ドリル 監修
- バイキング （2015年1月28日 - 、フジテレビ） - 水曜コーナーレギュラー（VTR出演のみ）